# 沈正隆
沈正隆，字上卿，號燕雲，湖廣都司沔阳卫官籍。明朝政治人物、進士出身。

## 生平
少颖异，萬曆十六年（1588年）戊子科湖廣鄉試舉人，十七年（1589年）登己丑科進士，授四川南充令，丁父憂歸，服闋，再补内江县，持法不挠，人无敢抗。三十年二月首辅沈一贯奏授貴州道監察御史。三十一年，巡视西城，奏请撤采煤内监王朝并停煤税。三十三年巡按廣東三十四年，巡按云南。三十九年（1611年）京察以不谨冠带闲住。時有楚中三隆之謂，潜江劉给諫道隆、江陵朱銓部一隆、沔阳沈正隆也。

## 家族
世袭沔阳卫指挥使，父沈同理，母吴氏。元配童氏，封孺人，生二子：继登、继美。继妻章氏、媳楊氏俱沔陽人，章年二十二，夫卒，撫孤繼登，弱冠入庠，又卒，同媳楊氏撫教二孫。嗣昌，舉丁酉鄉試；嗣芳入太學，一門雙節。